# Oksibil Airport
Oksibil Airport är en flygplats i Indonesien.   Den ligger i kabupatenet Kabupaten Pegunungan Bintang och provinsen Papua, i den östra delen av landet, 3 700 km öster om huvudstaden Jakarta. Oksibil Airport ligger 1 649 meter över havet.
Terrängen runt Oksibil Airport är kuperad åt sydost, men åt nordväst är den bergig. Runt Oksibil Airport är det mycket glesbefolkat, med 6 invånare per kvadratkilometer. I omgivningarna runt Oksibil Airport växer i huvudsak städsegrön lövskog.